# Pierre Vaultier
Pierre Vaultier (* 24. června 1987 Briançon) je francouzský snowboardista, olympijský vítěz ve snowboardcrossu z her 2014 v Soči a z her 2018 v Pchjongčchangu. Za olympijské prvenství mu byl udělen Řád čestné legie a v roce 2018 získal Národní řád za zásluhy. Je členem klubu Defense EMHM Serre-Chevalier, studuje geografii na Univerzitě Josepha Fouriera v Grenoble. Jeho manželkou je estonská snowboardistka Kadri Pihla, mají dceru Kimi. Ve své kariéře vyhrál 22 závodů Světového poháru, šestkrát získal malý křišťálový glóbus pro nejlepšího snowboardcrossaře sezóny a v roce 2010 byl druhý v celkové klasifikaci SP. Na mistrovství světa v akrobatickém lyžování a snowboardingu 2017 získal zlatou medaili. Je také šestinásobným mistrem Francie a vítězem extrémního závodu Derby de La Meije z roku 2011.
Kariéru přerušil po zranění, které utrpěl při tréninku v lednu 2019, ke sportu se vrátil v únoru 2020.

## Výsledky

### Olympijské hry
- 2006: 35. místo
- 2010: 9. místo
- 2014: 1. místo
- 2018: 1. místo

### Mistrovství světa juniorů
- 2005: 3. místo

### Mistrovství světa
- 2007: 41. místo
- 2011: 5. místo
- 2013: 4. místo
- 2015: 14. místo
- 2017: 1. místo

### Světový pohár ve snowboardcrossu
- 2006: 13. místo
- 2007: 3. místo
- 2008: 1. místo
- 2009: 21. místo
- 2010: 1. místo
- 2011: 2. místo
- 2012: 1. místo
- 2013: 9. místo
- 2014: 55. místo
- 2015: 14. místo
- 2016: 1. místo
- 2017: 1. místo
- 2018: 1. místo

### X Games
- 2007: 28. místo
- 2008: 26. místo
- 2011: 6. místo
- 2012: 5. místo
- 2015: 14. místo